# المعز (فرقيطة)
المعز هي فرقيطة والسفينة الثالثة من فئة جوويند لدى البحرية المصرية، تم بنائها في أحواض ترسانة الإسكندرية.

## المواصفات
تبلغ وزن الفرقيطة 2600 طن وطولها 102 مترا وعرضها 16 مترا، فيما تصل سرعتها القصوى إلى 47 كم/ساعة، ومداها الأقصى 6850 كم. تتسلح الفرقيطة بمدفع سوبر رابيد من عيار 76 مم متعدد الأغراض، إلى جانب 16 صاروخ دفاع جويا قصير المدى من طراز Mica VL، و8 صواريخ سطح-سطح مضادة للسفن والأهداف البرية الساحلية، ومدفاعين عيار 20 مم للتصدي للعائمات المقتربة والتهديدات غير النمطية.كما تضم الفرقيطة مروحية بحرية زنة 10 أطنان لمكافحة الغواصات ونقل وإسناد أفراد القوات الخاصة، ومروحية غير مأهولة لعمليات الاستطلاع وتوجيه النيران، وزورقين سريعين قابلين للنفخ لنقل أفراد القوات الخاصة البحرية.